# Tormantos
Tormantos ist ein Ort und eine Gemeinde (municipio) am Mittellauf des Río Tirón im äußersten Westen der spanischen Region La Rioja mit 122 Einwohnern (Stand: 2024).

## Lage
Tormantos liegt etwa 60 Fahrtkilometer westlich von Logroño in einer Höhe von etwa 600 Meter ü. d. M. am Fluss Tirón. Die nächstgrößeren Städte sind Haro (23 Kilometer nordöstlich) und Miranda de Ebro (ca. 32 Kilometer nordöstlich). Die am Jakobsweg gelegene Kleinstadt Santo Domingo de la Calzada ist etwa 15 Kilometer in südöstlicher Richtung entfernt. 

## Bevölkerungsentwicklung
| Jahr      | 1960 | 1970 | 1981 | 1991 | 2001 | 2011 | 2021 |
| Einwohner | 545  | 373  | 263  | 224  | 208  | 155  | 116  |

In der 2. Hälfte des 19. und der ersten Hälfte des 20. Jahrhunderts hatte der Ort stets zwischen 550 und 700 Einwohner. Infolge der Mechanisierung der Landwirtschaft und des daraus resultierenden geringeren Arbeitskräftebedarfs ist die Zahl der Einwohner seit der Mitte des 20. Jahrhunderts deutlich zurückgegangen.

## Wirtschaft
An erster Stelle im Wirtschaftsleben der Gemeinde steht traditionell die Landwirtschaft und hier vor allem der Weinbau. Tormantos gehört zum Anbaugebiet der Rioja Alta. Daneben werden auch Weizen, Gerste, Kartoffeln sowie verschiedene Gemüsepflanzen kultiviert.

## Geschichte
In einer Urkunde aus dem Jahr 1137 wird der Ort erstmals genannt. Neun Jahre später wird er in das Edikt von Alfons VII., in welchem die Privilegien und Selbstverwaltungsrechte (fueros) Cerezos bestätigt wurden, miteingeschlossen. Bei einer Volkszählung im 16. Jahrhundert kam man auf etwa 200 Einwohner.

## Sehenswürdigkeiten

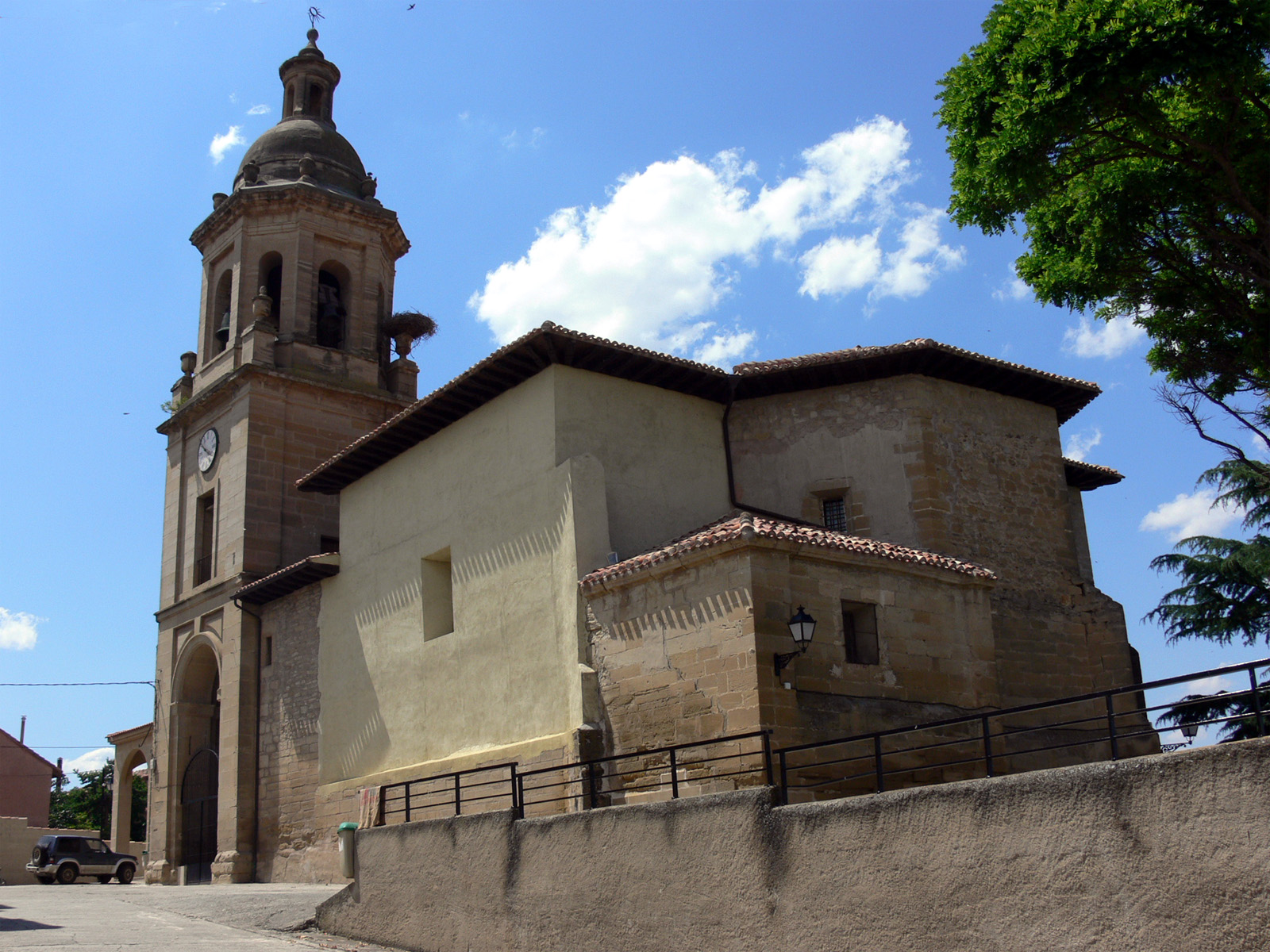
Kirche San Esteban

- Die im 16. Jahrhundert zu Ehren des Erzmärtyrers Stephanus erbaute dreischiffige Kirche San Esteban hatte einen kleineren romanischen Vorgängerbau. Der in den beiden Untergeschossen quadratische, im Obergeschoss jedoch oktogonale und von einer Kuppel mit aufsitzender Laterne bekrönte barocke Turm ist eine Konstruktion des 18. Jahrhunderts; sein Untergeschoss ist als Eingangshalle (portico) gestaltet. Im Innern der Kirche befinden sich mehrere Altarretabel; das mittlere zeigt das Martyrium des hl. Stephanus mit den danebenstehenden Figuren der Apostel Petrus und Paulus.
- Der Palacio de Don Ruy López Dávalos, der unter König Johann II. condestable von Kastilien war, war ursprünglich ein Bau des 15. Jahrhunderts; von ihm sind nur die Fassade mit einem steinernen Wappenschild erhalten. Später wurde der Palast zu einem Konvent umgebaut und erhielt einen barocken Glockengiebel (espadaña). Heute dient der arg heruntergekommene Bau zu Wohnzwecken.